# عيد الجهاد الوطني
عيد الجهاد الوطني هو عيد وطني احتفلت به مصر من سنة 1922 (أي منذ أن نالت استقلالها) حتى سنة 1952، وكان يعتبر يوما قوميا في عهد المملكة المصرية، ويقترن باسم الزعيم سعد زغلول. كان الشعب المصري يتوجه في هذا اليوم بكل طوائفه إلى ضريح سعد زغلول، حيث يخطب فيه الزعماء ويضعون الزهور ترحما عليه.

## الاحداث
مع انتهاء الحرب العالمية الأولى ظهرت فكرة اجتماع الحلفاء المنتصرين في الحرب لتقرير كيفية تقسيم الغنائم، "مؤتمر باريس للسلام 1919"، قرر الزعيم سعد زغلول وعلي شعراوي وعبد العزيز فهمي الذهاب إلى مؤتمر الصلح لتمثيل مصر وطلب الاستقلال.
وذهبوا إلى دار الحماية البريطانية لمقابلة المندوب السامى البريطاني، السير ريجنالد ونجت، في مثل هذا اليوم من العام 1918، لطلب السماح لهم بالسفر والمشاركة في المؤتمر، إلا أن طلبهم قوبل بالرفض، وقيل إنهم لا يمثلون سوى أنفسهم فقط، فهب الشعب المصري بكل فئاته لجمع التوكيلات لسعد زغلول ورفيقاه لتفويضهم للسفر، لتكون تلك هي النواة الأولى لثورة 1919 وتشكيل حزب الوفد.
واعتبر 13 نوفمبر من كل عام عيدا للجهاد الوطني.

## مظاهرات عام 1935
وفي مثل هذا اليوم أيضا في 1935، خطاب ألقاه السير صمويل هور، وزير الخارجية البريطاني في لندن، تهكم فيه على الدساتير المصرية حيث وصف دستور 1923 غير صالح للعمل ودستور 1930 لا يتوافق مع رغبات الأمة، وأضاف أن بريطانيا نصحت بألا يتم إعدادهم من الأساس.
فاندلعت المظاهرات في القاهرة، وقابل البوليس هذه المظاهرات بإطلاق الرصاص على المتظاهرين، وكان أول الذين قتلوا عاملا في سرادق الاحتفال بعيد الجهاد.
وتجددت المظاهرات في الأيام التالية، وكانت أهم المظاهرات التي قام بها طلبة جامعة الملك فؤاد (القاهرة حاليًا)، التي تدفقت عبر جسر عباس، وأطلق البوليس النار عليها، فقتل عدد من الطلبة.

## نهاية عيد الجهاد الوطني
استمر المصريون يحتفلون في مثل هذا اليوم من كل عام بعيد الجهاد الوطني حتى قيام ثورة 23 يوليو 1952، التي ألغت الاحتفال.